# Бег иноходца (фильм)
«Бег инохо́дца» — советский художественный фильм 1968 года, экранизация первой части повести Чингиза Айтматова «Прощай, Гульсары!», картина, впервые снятая Сергеем Урусевским и как режиссёром. Вышел на экраны СССР 19 января 1970 года.

## Сюжет
Путь по ночной горной тропе старого Танабая и его верного иноходца Гульсары перемежается воспоминаниями богатой на события жизни табунщика. Возвращение с войны, работа в кузне, переход в табунщики, влюблённость в солдатку Бюбюжан, сцены козлодрания, национальные игры на лошадях. Наконец, несправедливость нового председателя, позарившегося на Гульсары, приведшее к кастрации коня.
 В финале Танабай остаётся одинок, наедине с природой.

## История создания
В «Литературной газете» был напечатан отрывок из новой повести Чингиза Айтматова — поначалу он назывался «Смерть иноходца». Был звонок Урусевского Айтматову с предложением об экранизации, и обещание Айтматова, взявшего месяц на раздумья. Идея Урусевского попробовать себя в режиссуре ни у кого тогда не вызвала сопротивления.
Способность режиссёра чувствовать чисто кинематографически основной мотив произведения представляется мне наиболее важным делом при переложении прозы на экран.
К своему режиссёрскому дебюту <…> Урусевский пришёл с опытом многолетних поисков поэтического языка кинематографа; его цель — киноизображение, которое само по себе должно обладать силой эмоционального воздействия.Галина Кожухова, «Советский экран» № 23 1969
Его приход в режиссуру был закономерной неизбежностью. Он перерос те достижения, которых добился как оператор, ему тесны становились рамки профессии, и он не побоялся начать всё заново, в новой для себя области…Юлий Райзман, «Советский экран» № 2 1975
Спустя месяц Айтматов перезвонил: «Я подумал и хочу, чтобы вы делали эту вещь. Но имейте в виду, что есть и противники этого — много противников». После оформления официальной завки на студии, началась работа над сценарием, Урусевский вдвоём с Айтматовым работали в подмосковной Малеевке.
Поначалу предполагалось сделать фильм в двух сериях:
…обе серии должны были быть совершенно разными и по материалу и по форме. <…> здесь можно было сделать два отдельных произведения — отдельных и в то же время взаимосвязанных. Причём если первая серия полна поэзии, романтики, построена на взаимоотношениях человека и мира, то вторая — жёсткая, напряжённая; тема борьбы добра и зла обретает в ней сегодняшнюю плоть и кровь. Ведь герой в силу жизненных обстоятельств оказывается точно так же выхолощен, как и его конь…Сергей Урусевский, из интервью со съёмок фильма «Бег иноходца», 1968
Идя по Мосфильму, он заметил под ногами стекляшку, поднял её и начал крутить — увидел странный цветовой эффект и поставил стекляшку перед объективом, так он нашел то, что ему было необходимо для картины.
 …ни один технически образованный оператор не приблизил бы эту разбитую линзу к хорошему объективу, поэтому дело не в технике, а в ощущении той великой задачи, которую ты должен осуществить.
Но из двух написанных серий сценария снять позволили только первую.
На роль главного героя пробовался Суйменкул Чокморов, но из-за занятости актёра на съёмках фильма «Джамиля» окончательный выбор был сделан в пользу Нурмухана Жантурина.
Съёмки проходили на Иссык-Куле, поблизости от сёл Суусамыр, Арчагул, Грозное, Коксай, Шекер.
Огромной важности задачей экранизации было отыскать кинематографический эквивалент стилистике Айтматова, богатой метафорическими образами и гиперболами. Это привело к поиску новых пластических форм, способных раскрыть драматургию картины средствами изображения. Изобразительное решение строилось на кинематографической живописности с использованием и переосмысливанием уже найденных ранее Урусевским художественных приёмов, — нашёл развитие и язык «абстракций», как способ передачи вполне конкретного человеческого переживания. Мир глазами Гульсары, например, был снят через дисперсионную призму.

## В ролях
- Нурмухан Жантурин — Танабай Бакасов
- Бакен Кыдыкеева — Джайдар
- Фарида Шарипова — Бюбюжан
- Капар Алиев — Чоро, председатель колхоза
- Советбек Жумадылов — Ибраим (в титрах — Джумадылов)
- Юрий Соломин — от автора

В эпизодах
- Кумболот Досумбаев
- С. Умбетбаев
- Б. Эшенкулов

## Съёмочная группа
- Автор сценария — Чингиз Айтматов при участии Сергея Урусевского
- Режиссёр-постановщик и главный оператор — Сергей Урусевский
- Художник-постановщик — Евгений Черняев
- Композитор — Моисей Вайнберг
- Звукооператор — Роланд Казарян
- Художник по костюмам — Лидия Нови
- Грим — В. Блинова
- Второй режиссёр — Белла Фридман
- Вторые операторы — Виталий Абрамов, Борис Кочеров
- Монтажёр — Лидия Милиоти
- Дрессировщик — Н. Ситько
- Комбинированные съёмки:

- оператор — Василий Севостьянов
- художник — Альберт Рудаченко

- Дирижёр — Эмин Хачатурян
- Редактор — Нина Глаголева
- Консультант — Джакип Тюлегенов
- Директор картины — В. Фридман

## Критика
… слава Урусевского-оператора соседствует с репутацией Урусевского-тирана, подавляющего режиссёра своей волей и своим ви́дением. В данном случае роль жертвы играет он сам. Только ведь оператор не подмастерье, и если он «выпирает», то не от того, что камера вырвалась из режиссёрских рук, значит, что-то не получилось в фильме вообще, а не у кого-то отдельно.
— Галина Кожухова, «Советский экран» № 23 1969

«Бег иноходца» снят грандиозно, неповторимо. Здесь всё — цветовая гамма, изображение, то деформированное одному ему понятным набором линз, то замедленное во времени, лица людей, пейзажи гор и неба — слагается в удивительный гимн красоте природы, красоте человека.
— Юлий Райзман, «Советский экран» № 2 1975

Кто другой смог бы так вдохновенно пропеть гимн Гульсары в фильме режиссёра С. Урусевского «Бег иноходца», как не оператор С. Урусевский! Зачем тут текст, зачем актёры! Вот зазвучал бытовой диалог — и исчезло прекрасное видение. Почерк того же непревзойдённого оператора, а чудо ушло.
— Майя Меркель, «Десять операторских биографий» 1978

В «Беге иноходца» цвет не несёт в себе символического смысла. Цвет излучает чувство, которое нельзя уложить в понятие, его только можно расплескать. И оно плещется на песок водяными брызгами, рассыпается пылью под копытами табуна, повисает в солнечных бликах. Чувству не хватает своей синевы, и оно излучается красным, но и красного бывает мало. Переливы таят в себе не что иное, как избыток чувства, его неумение умещаться в чём-то одном, замкнутом, заранее данном.
— Ирина Изволова, «Диалог с реальностью» 2002

Один из крупных наших режиссёров недавно публично заявил, что не верит в возможность превращения оператора в режиссёра. Тут можно возразить, можно привести разные примеры, кроме того, я вообще не доверяю такой категоричности. Но некоторая логика в словах этого кинематографиста есть. Самому опытному оператору трудно овладеть иной, пусть даже смежной, профессией — режиссёра. Как ни парадоксально, мешает именно профессиональный опыт, от которого надо отрешиться. Забыть, наверное, сложнее, чем узнать…
— Вадим Юсов, «Преданность призванию»

Вот Урусевский снял как режиссёр «Бег иноходца» — ну и что? Снято всё здорово, а фильма нет.
— Дмитрий Долинин, из беседы с Любовью Аркус, 2020

## Факты
В 2008 году картина участвовала в XII Форуме национальных кинематографий в Москве, прошедшем в Госфильмофонде России в Белых Столбах.

## Комментарии
1. ↑  На страницах «Советского экрана» № 23 1969 автор рецензии Галина Кожухова упоминает о потоке телеграмм Айтматову от разных мастеров кино с предложениями об экранизации повести[4].
2. ↑  Перечень населённых пунктов мест съёмок даётся в начальных титрах фильма.
3. ↑  Под «абстракцией» имеется в виду пластический, изобразительный язык кинематографа в тех моментах, когда изображение теряет определённость контуров, превращается в движущийся ритм пятен, бликов[2].